# Galgenkopf (Thüringer Wald)
Der Galgenkopf im Thüringer Wald ist ein 426 m ü. NHN hoher Berg im Gebiet der Stadt Waltershausen im thüringischen Landkreis Gotha.

## Geographische Lage
Der Galgenkopf erhebt sich im Naturpark Thüringer Wald zwischen den Ortsteilen Schmerbach im Westen und Schwarzhausen im Osten. Er bildet die südliche Begrenzung des unmittelbar nördlich außerhalb des Naturparks fließenden Schmerlingsbachs, der bei Schwarzhausen als linker Zufluss in die Emse mündet. In Richtung Süden leitet die Landschaft zum etwas weiter oberhalb an der Emse liegenden Waltershausener Ortsteil Winterstein über. Auf dem Berg liegen Teile des Landschaftsschutzgebiets Thüringer Wald (CDDA-Nr. 20896; 1963 ausgewiesen; 1443,4212 km² groß).

## Flurname und Richtplatz
Der Flurname Galgenkopf verweist auf einen spätmittelalterlichen Richtplatz der Herren von Wangenheim-Winterstein, die auf der benachbarten Burg Winterstein ihren Sitz hatten. Das Gipfelplateau trägt noch einen weiteren Flurnamen: die Lust. Die Ortschronik deutet diese Stelle als Versammlungsort für die Zuschauer bei der Strafvollstreckung. Das oft als Volksbelustigung inszenierte Hängen von Straftätern war auch in Thüringen weit verbreitet. Ein weiterer Gerichtsort – ebenfalls mit einem Galgen – wurde an der Seebacher Grenze (Flurname Am Goldberg) angelegt, als die Gerichtshoheit des Ortes Schmerbach auch den Herrn von Ütterodt in Schmerbach zugestanden wurde.

## Landwirtschaft
Der Galgenkopf zeigt an seinen Hängen noch eine ausgeprägte Struktur mittelalterlicher Ackerterrassen. Die in horizontalen Streifen angelegten Felder werden jetzt als Viehweide genutzt. Der Offenlandcharakter ist durch zunehmende Verbuschung gefährdet. Am West- und Südhang des Berges wurden bereits im 19. Jahrhundert versuchsweise Obstbäume gepflanzt.